# 麻力胡
麻力胡是澳洲新南威爾斯州雪梨內西区的一個市區，位於雪梨商業中心區西南7（4英里）處，為內西區議局地方政府行政區中最大的市區。
麻力胡位於曲士河北岸，毗鄰士丹摩、摩、紐鎮、星披打、必打甚等市區。麻力胡南部靠近河流，稱為麻力胡南（Marrickville South）。

## 學校

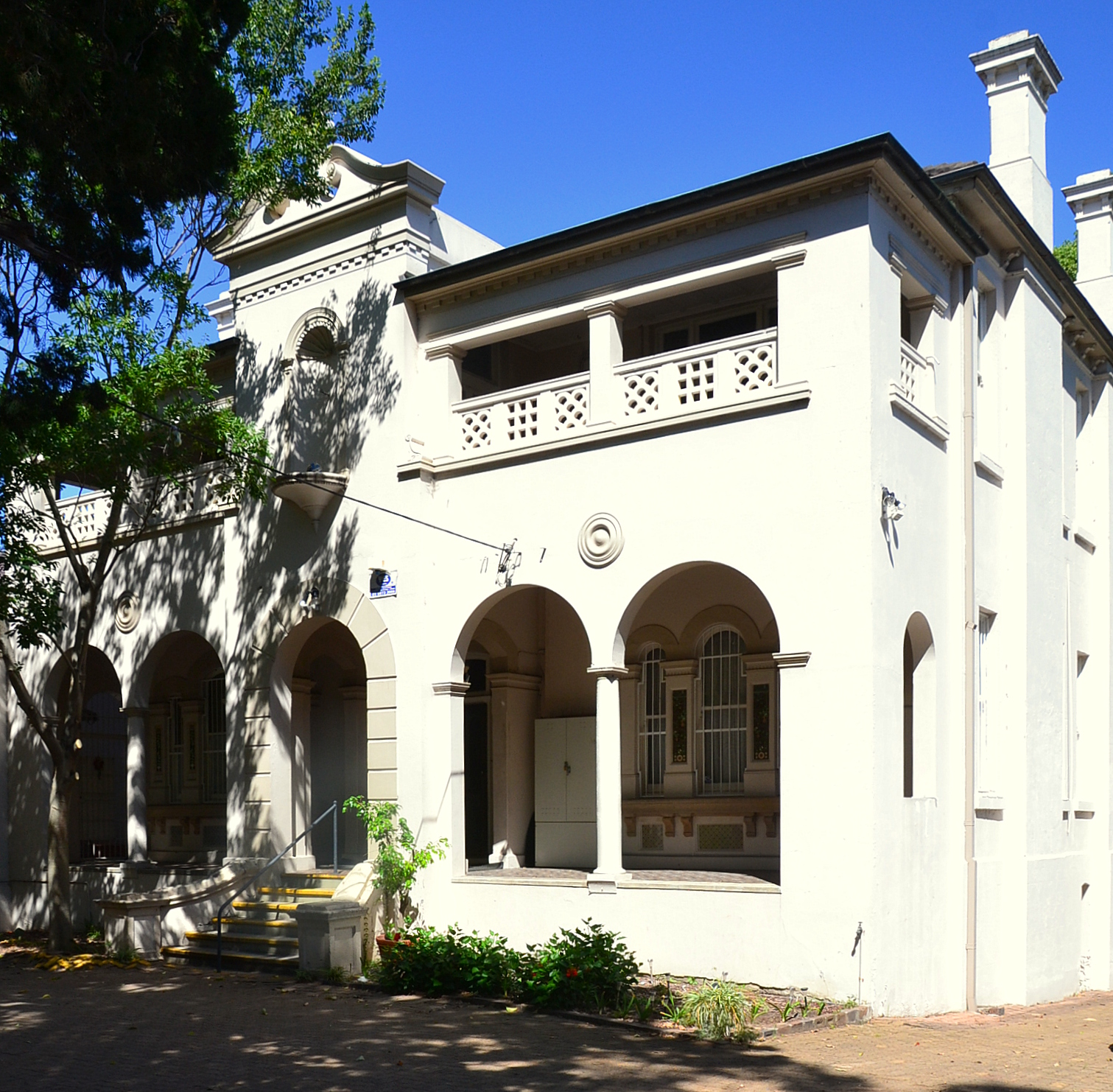
聖庇護天主教學校

- 麻力胡公立學校
- 麻力胡西小學
- 聖庇護天主教學校 （页面存档备份，存于）
- 聖畢哲天主教學校
- 麻力胡中學（英语：Marrickville High School）

## 教堂
- 聖公會聖革利免堂
- 天主教聖畢哲堂
- 希臘正教聖尼格老堂
- 俄羅斯正教聖彌哈伊爾總天使修道院

## 知名居民
- 凱文·貝里
- 大衛·雲咸
- 安東尼·阿爾巴尼斯，第31任澳洲總理[6]

## 圖集

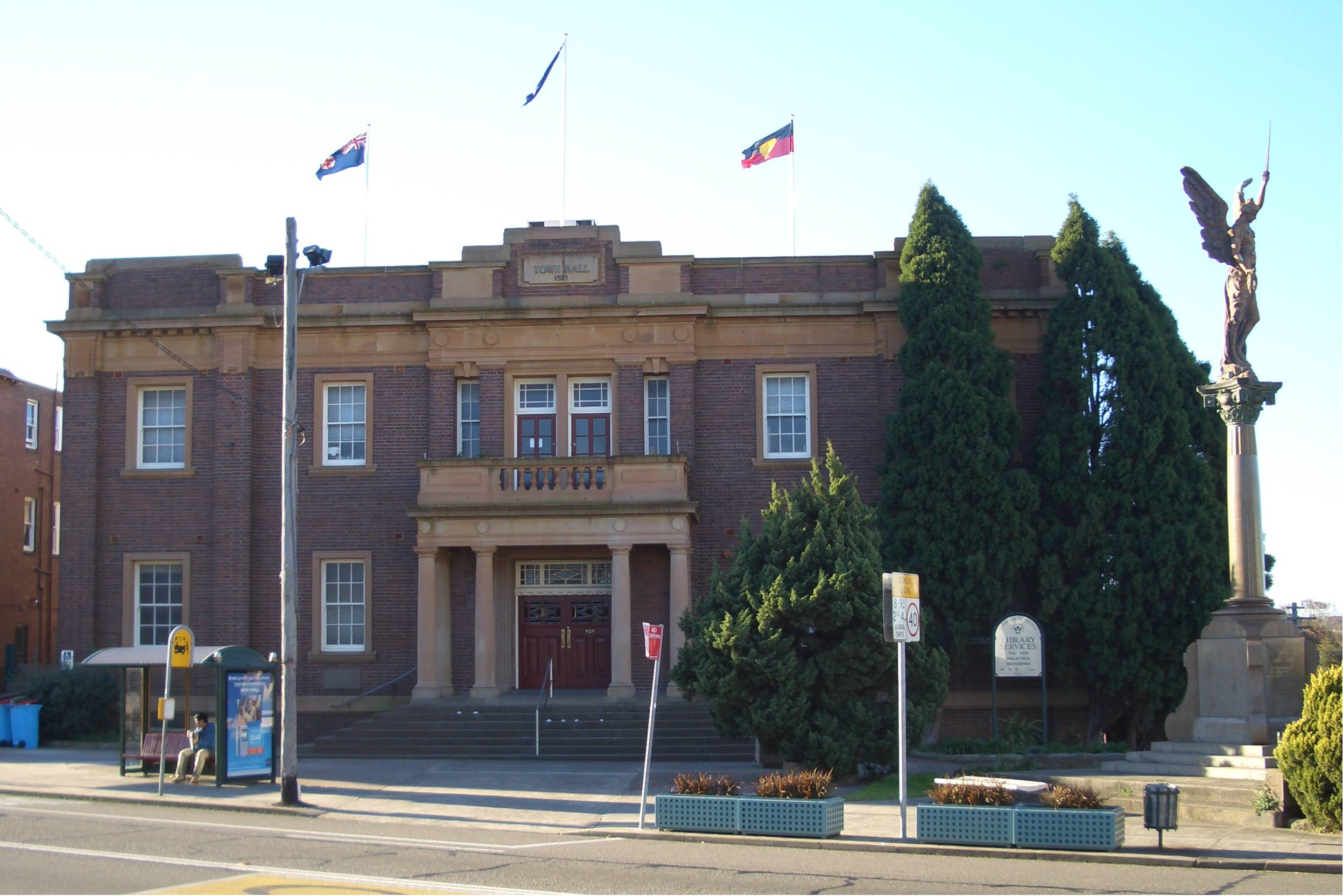
麻力胡大會堂
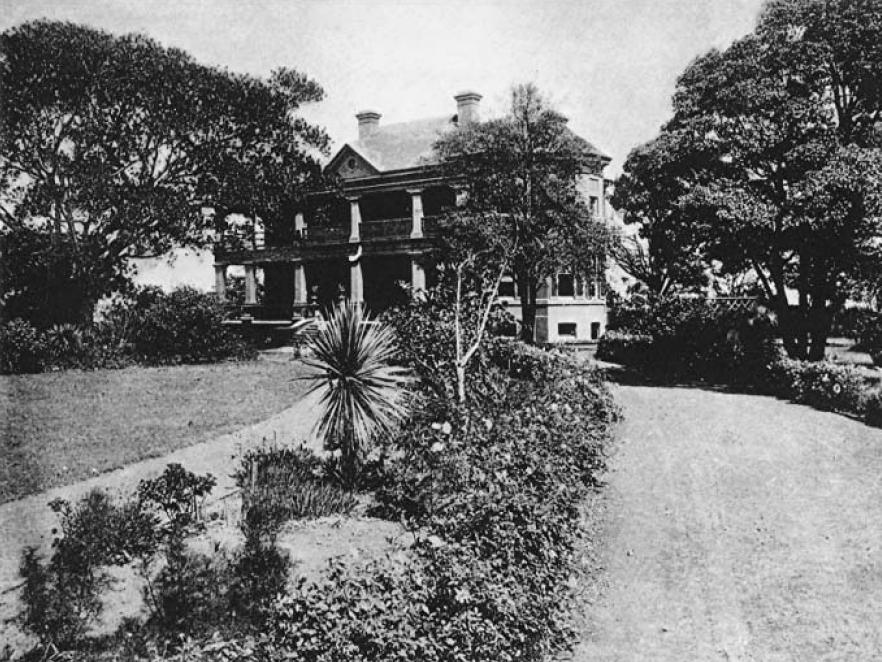
士秩樓（英语：Stead House）
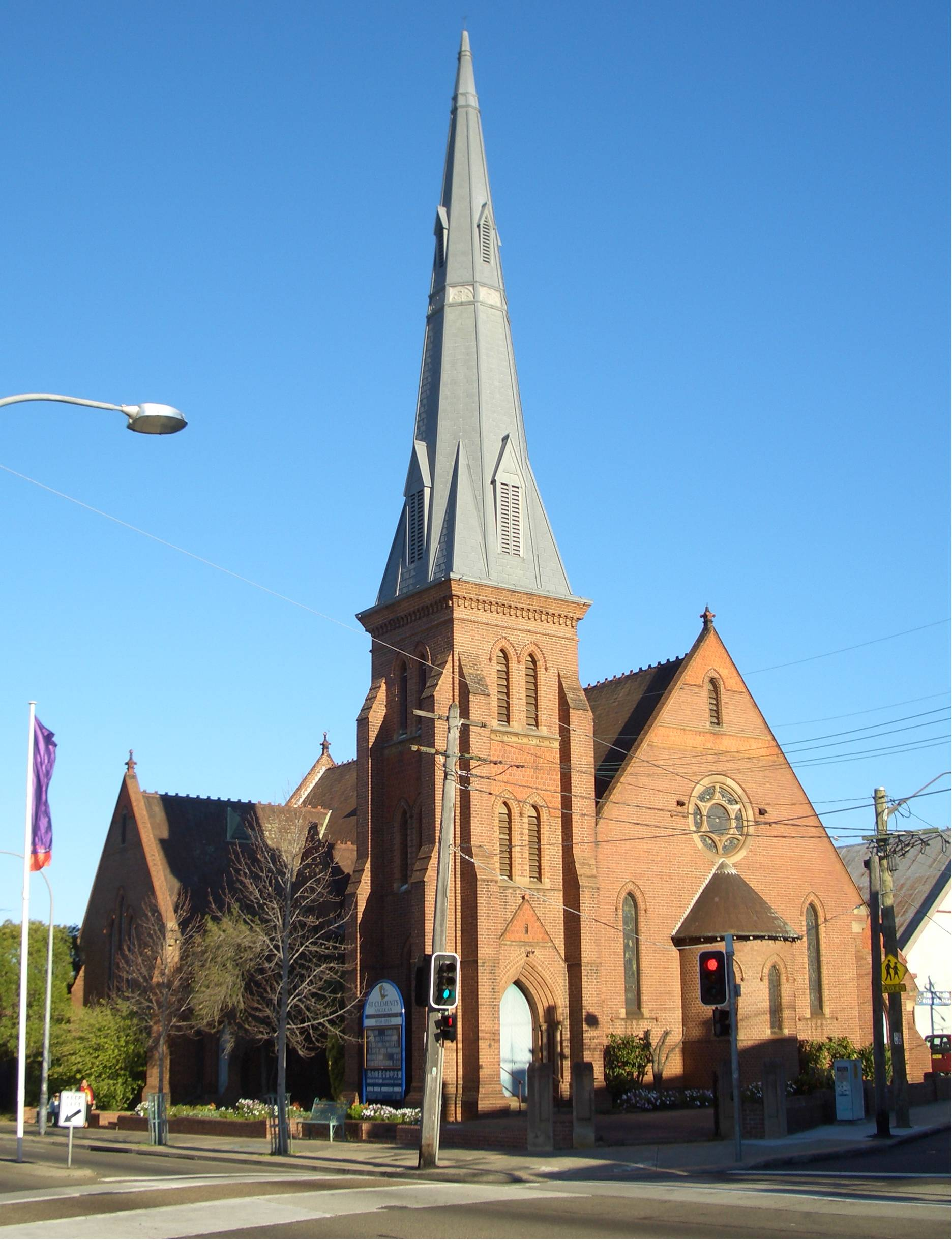
聖公會聖革利免堂
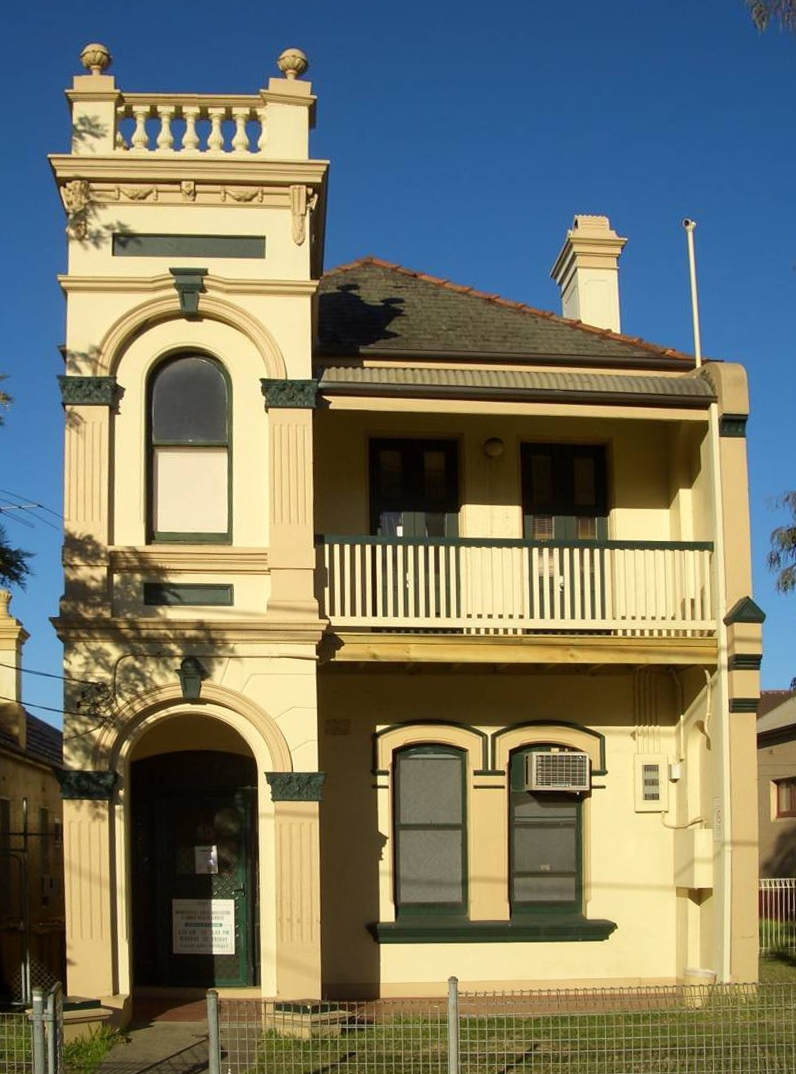
維多利亞式意大利風格住宅
曲士河（英语：Cooks River），攝於2014年

## 延伸閱讀
- Anne-Maree Whitaker, Pictorial History Marrickville, Kingsclear Books （页面存档备份，存于）, Sydney, 2006

## 外部連結
- Inner West Council （页面存档备份，存于）
- Marrickville Image Library
- Chrys Meader (Historian, Marrickville Council). . Dictionary of Sydney. 2008  [28 September 2015]. （原始内容存档于2023-12-19）. [CC-By-SA]

33°54′18″S 151°09′18″E / 33.9051°S 151.1551°E